# Marmererebia
De marmererebia (Erebia montana) is een vlinder uit de onderfamilie Satyrinae van de familie Nymphalidae, de vossen, parelmoervlinders en weerschijnvlinders.
De marmererebia komt voor de Alpen, Apuaanse Alpen en Apennijnen. De vlinder vliegt op hoogtes van 1100 tot 2500 meter boven zeeniveau. De soort leeft meestal op kalksteen in grazige rotsachtige vlaktes en bloemrijke alpenweiden en soms in bos.
De vlinder heeft een voorvleugellengte van 19 tot 23 millimeter. De soort vliegt in een jaarlijkse generatie van halverwege juli tot halverwege september.
De waardplanten van de marmererebia zijn borstelgras (Nardus stricta) en soorten Festuca. De volwassen dieren bezoeken bloemen. De soort overwintert als rups in het eerste stadium.